# Francisco Paulo Mignone
Francisco Paulo Mignone, noto in Italia come Francesco Mignone (San Paolo, 3 settembre 1897 – San Paolo, 19 febbraio 1986), è stato un compositore, pianista e direttore d'orchestra brasiliano di fama mondiale, figlio di italiani originari di Legino, un quartiere di Savona.

Il padre, Alferio Mignone , cugino dell'ufficiale dell'esercito caduto nella prima guerra mondiale, Francesco Mignone, era un noto flautista emigrato con la moglie in Brasile dopo la metà del secolo XIX.

## Biografia
Grazie agli insegnamenti del padre, Francisco si fece notare fin da bambino per le sue doti innate di talentuoso; a 10 anni faceva parte di un coro come voce solista, a 13 anni apprese le virtù del pianoforte grazie alle lezioni del maestro Silvio Motto, e già a quell'età era un ottimo pianista e solista d'orchestra, ma era conosciuto sotto lo pseudonimo di "Chico Bororó".
Francesco Mignone fu uno degli artisti più significativi della musica brasiliana di stampo classico e uno dei più significativi compositori brasiliani dopo Heitor Villa-Lobos. Il suo stile fu caratterizzato da un forte nazionalismo brasiliano, con influenze della musica da camera e lirica italiana; suo grande maestro e mentore fu il musicologo e scrittore Mário de Andrade.
Francisco stava già lasciando il suo segno nel mondo musicale del Brasile da quando aveva 10 anni, guadagnando notorietà intorno al suo quartiere a suonare in stile "choro". 
Fu primo pianista ed ebbe la sua prima orchestra a 13 anni, aveva guadagnato una certa fama da compositore e musico con lo pseudonimo di Chico Bororó, mantenendo queste attività separate dalla sua formazione musicale formale.
Diplomato nel 1913 al conservatorio nazionale di San Paolo grazie alle lezioni impartite dai maestri Savino De Benedictis e Agostinho Cantu, visitò l'Italia dopo il primo conflitto mondiale, dove perfezionò la sua preparazione diplomandosi nel 1920 anche al conservatorio di Milano, con il maestro Vincenzo Ferroni.
Durante il suo soggiorno in Italia risiedette temporaneamente anche a Savona presso parenti e visitò i luoghi di provenienza della sua famiglia e il borgo di Legino.
Mignone è stato un compositore versatile, che ha diviso la sua produzione quasi equamente tra i brani da solista, pezzi per pianoforte, da camera, opere strumentali, opere orchestrali e corali. Inoltre, ha scritto cinque opere e otto balletti.
Le sue opere possono essere divise in tre periodi compositivi. Le sue prime opere mostrano le influenze italiane e sensibilità romantiche della sua formazione a Milano.
Un brano orchestrale dalla sua prima opera di questo primo periodo è stato premiato a Rio de Janeiro da Richard Strauss con l'onore di condurre la Filarmonica di Vienna, nel 1923.
Fece ritorno in Brasile nel 1929, dove a San Paolo insegnò armonia alla Scuola Nazionale di Musica, poi si spostò, dal 1932, a Rio de Janeiro, dove continuò l'attività di insegnamento all'Escola Nacional de Música.
Verso la fine degli anni trenta ebbe l'onore di dirigere anche i Berliner Philharmoniker e formò un duo pianistico con Marie Josephine, che sposò in seguito all'età di 83 anni.
Tra il 1929 ed il 1960 scrisse numerose opere concertistiche, liriche e musiche per balletto.
Nel 1968 è stato scelto come compositore brasiliano dell'anno.
Morì il 19 febbraio 1986 nella sua città natale.

## Stile
Gran parte della musica di Mignone è fortemente nazionalista nel sapore; influenzato dal movimento nazionalista del suo ex compagno di scuola e insegnante, il musicologo e scrittore Mário de Andrade, Mignone utilizza il popolare e le melodie popolari e forme native del Brasile come base per le sue composizioni. Andrade disse di lui: "Nella musica italiana, Mignone sarà un altro di una scuola ricca e numerosa, a cui non aggiungere nulla. Qui, sarà un valore irrinunciabile."
Dal 1929 fino al 1960 il suo lavoro è stato più fortemente caratterizzata da questo nazionalismo, durante il quale ha composto pezzi così come la Fantasie Brasileiras e i suoi balletti Maracatu do Chico Rei e Leilão. I suoi assoli vocali e opere al pianoforte di questo periodo gli hanno valso particolari consensi per la loro espressione di stili musicali brasiliani, come il choro, la modinha, e le valsas (valzer).
La musica di Mignone è nota per la sua liricità, la strumentazione colorata e lo stile improvvisativo. La maggior parte dei suoi primi lavori sono tonali, come è tipico della musica popolare e folk, anche se più tardi nella sua carriera è evoluto in scrittura politonale, atonale e seriale.
Alla fine del 1950 Mignone si allontanò dalla musica nazionale brasiliana e verso le allora attuali tendenze della musica accademica, componendo opere come il suo Concerto per pianoforte del 1958, che mostrava la sua abile scrittura strumentale e bravura.
Mignone era stato in grado di scrivere in una varietà di stili e le sue opere dei primi anni 1960 e oltre sono note per il loro eclettismo; è difficile trovare un'altra caratteristica unificante come la sua.
Tuttavia, tornò a comporre brani nello stile nazionale brasiliano verso i suoi ultimi anni.

## Alcune Opere
- O contratador de diamantes, opera, 1921
- Congada (from O contratador), orchestra, 1921
- L'innocente, opera, 1928
- Seis líricas, vocal, 1932
- Maracatu do Chico Rei, ballet, 1933
- Variações sobre um tema brasileiro, cello and orchestra, 1935
- Fantasias brasileiras nos.1–4, piano and orchestra, 1929-1936
- Babaloxá, orchestra, 1936
- Mizú, operetta, 1937
- Quatro líricas, vocal, 1938
- Festa das igrejas, orchestra, 1940
- Leilão, ballet, 1941
- O espantalho, ballet, 1941
- Iara, ballet, 1942
- Pousa a mão na minha testa, vocal, 1942
- Valsas de esquina nos.1–12, piano, 1938–43
- O guarda chuva, ballet, 1953
- Valsas choros 1–12, piano, 1946–55
- Piano Concerto, 1958
- Tres Valsas Brasileiras (1968) Viola e Piano
- Sugestões sinfônicas, tone poem-ballet, 1969
- Doze Estudos, guitar, 1970
- Variações em busca de um tema, orchestra, 1972
- O chalaça, opera, 1973
- O sargento de milícias, opera, 1978
- Quincas Berro d'Agua, ballet, 1979
- Valsa brasileira nos.4–12, piano, 1979
- O Caçador de esmeraldas, ballet, 1980